# Virginie Arnold
Virginie Sandrine Arnold (Biscarrosse, 24 de diciembre de 1979) es una deportista francesa que compitió en tiro con arco, en la modalidad de arco recurvo.
Participó en los Juegos Olímpicos de Pekín 2008, obteniendo una medalla de bronce en la prueba por equipo (junto con Sophie Dodémont y Bérengère Schuh). Ganó una medalla de oro en el Campeonato Mundial de Tiro con Arco en Sala de 2005, también por equipo.

## Palmarés internacional
| Juegos Olímpicos           | Juegos Olímpicos    | Juegos Olímpicos  | Juegos Olímpicos |
| Año                        | Lugar               | Medalla           | Prueba           |
| -------------------------- | ------------------- | ----------------- | ---------------- |
| 2008                       | Pekín (China)       | Medalla de bronce | Equipo           |
| Campeonato Mundial en Sala |                     |                   |                  |
| Año                        | Lugar               | Medalla           | Prueba           |
| 2005                       | Aalborg (Dinamarca) | Medalla de oro    | Equipo           |